# 陈孟和
陳孟和（1930年10月16日—2017年1月24日），出生於臺灣台北市大稻埕下奎府町，為白色恐怖時期之受害者，1949年與1952年先後兩度面臨牢獄之災，1967年自綠島出獄後曾先後經營照相館、從事出版業工作，以及與朋友一同創業。自1996年起，致力於協助重建和復原綠島人權文化園區「新生訓導處」，並投身於白色恐怖時期的文資保存工作之中。於2017年與世長辭，享年88歲。

## 生平背景
出生於台北大稻埕下奎府町，為家中次子，但其長兄在小時候過世，下有一個妹妹，以日文與父母溝通，和妹妹則通以中文。求學過程受台灣省立師範學院美術科教育，啟發其後來在綠島服刑期間進行藝術創作與影像紀錄，對其一生影響深遠。

## 第一次入獄
1948年12月，陳孟和準備前往中國大陸就讀大學。當時，他準備搭乘前往中國大陸的中興輪，突然因不明原因無法在預定時間啟航，得知此消息並在與送行的同學道別後，陳孟和隨即前往客艙休息。由於小他一屆的台北中學學弟蘇焜煌，向有關情治單位告密，表示陳孟和此趟赴大陸真實目的為投共，所以回到船艙後，特務在此時現身盤問其身份，佯稱他與另一位乘客石火山，有手續未辦妥，需前往港務局一趟，於是特務帶著二人乘坐小船，划至基隆車站邊上岸，此時陳孟和看見其父親在岸邊，他已經猜想遇上不好的事情，因此並未與父親相認。進入港務局後，特務在確認其身分後馬上將其上銬並在眼前蒙上黑布，並搭乘一部計程車，由於此輛計程車之車況不佳，座椅靠背皆為破洞，於是陳孟和將身上攜帶的同學通訊錄塞入洞內，同時推斷此次行動可能並非臺灣省保安司令部的正式命令，若為正式命令將會使用公務車，而非私家計程車。
之後，陳孟和被保安司令部關押在台北的東本願寺，並曾經與雷石榆、楊逵關押在同一牢房之中。再後來由於證據不足，保安司令部無法找出關於他準備投共的有效證據，而將其釋放，被關押時間約為七至八個月。離開保安司令部的關押後，陳孟和才從其父親那裡得知他此次牢獄之災的起因。

## 第二次入獄
1949年7月出獄後，學校不願意讓陳孟和就學，於是他便與一同被關的同學石火山合開了「黎光照相館」。
1952年1月3日，特務直接進入「黎光照相館」將他押上車，關押在保安司令部情報處偵訊。
陳孟和表示，特務曾問他會與朋友聊些什麼，他回答幾乎都聊，而下一句特務便問他說是否有談到對時局的感想，陳孟和旋即回覆有，他因此被移送至保安司令部軍法處看守所候審。最後被以「參加叛亂集會」（臺灣省工委會學術研究會案）罪名起訴，被指控在此研究會中與夥伴談論時局，有著叛亂之嫌疑，處審擬判刑十年，罪名並改為「參加叛亂組織」。

## 綠島服刑時期
1952年9月，陳孟和被押解到綠島新生訓導處，編在大二大隊第六中隊，不久後被改編在第五中隊。
在服刑期間初期，陳孟和發現綠島缺乏拍照器具，便寫信請家人寄來攝影器具，令人意外地，綠島監獄處本部十分高興，並要陳孟和在照相部服外役。除了專事拍攝「公務照」外，例如外賓來綠島監獄參觀的簡報照片，或為來到綠島的「新生」拍照外，陳孟和同時也會服務綠島的老百姓，幫他們拍攝生活照。
陳孟和的藝術細胞也在綠島監獄有驚人的展現。綠島監獄處偶爾會有政治宣傳海報比賽，而陳孟和以端正的立體字跡和栩栩如生的蔣公畫像，數次奪得監獄處的壁報比賽冠軍；綠島監獄處會在一些特定的節日，要求裡頭的「新生」表演戲劇給長官、綠島的百姓觀賞，而陳孟和在這些活動的定位，便是負責製作道具及舞台布置。
綠島新生訓導處的看管方式類似「勞動農莊」，基本上一切訓導處的日常所需，皆須由新生「克難的」產出。在這樣的環境下，陳孟和花了一年時間在綠島就地取材，自製一支縮小版的「克難」小提琴送給外甥女，而這個故事也成為了人權繪本《希望小提琴》的故事藍本。
1962年，陳孟和奉派調查綠島水文、地理，準備撰寫《綠島誌》。
1965年，綠島新生訓導處裁撤，續留守在綠島，直到1967年1月2日陳孟和出獄。

## 出獄後
1967年出獄後，陳孟和自營照相館、「王子雜誌社」美編、彩色印刷廠企劃經理、與綠島難友合營貿易公司、自創公司、旅行社企劃等等。在「王子雜誌社」工作時期，與蔡焜霖等人首創「行動圖書館」概念，巡迴各學校、社區，並利用所設計的彩繪立體圖文巡迴車，深獲孩童喜愛；開車協助臺東紅葉少棒成員赴臺北參加比賽，獲得全國少棒冠軍，進而打敗日本關東少棒隊，掀起全台少棒旋風。台灣解嚴後，積極參與平反與關懷活動，利用自身攝影專長，為參與活動的難友們紀錄影像留念。
出獄後，從綠島夾藏並攜帶回台灣珍貴的老照片，見證白色恐怖的人權歷史外，1996年開始，陳孟和憑藉著優越的記憶、美術專長及體力，根據昔日照片以及推估空間量度，從不同角度畫出「綠島新生訓導處」一景一物的鳥瞰圖，還有保安司令部情報處及青島東路3號軍法處看守所平面、三面示意圖，全心投入綠島人權文化園區「新生訓導處」重建及復原工作。在這近一、二十年的時間裡，讓重現場景成為難友們共同的記憶象徵，也為當年在綠島的許多受難者留下容顏紀錄的「大頭照」，是復原及重建人權歷史場景的關鍵人物。

## 晚年
2002年至2008年間，陳孟和受光觀局和文建會的邀請，指導綠島人權館及景美人權文化園區的整體規劃。例如「綠島人權紀念園區－綠洲山莊先期開放展示工程案」、「綠島人權紀念園區相關文史資料蒐調暨運用案」、「青島東路3號營區」、「保安司令部情報處押房」等等。
之後更是和不少的學者合作製作書籍和影片例如：和幸佳慧共同創造的《希望小提琴》、其他難友共同翻譯黃華昌先生回憶錄《叛逆的天空》、和國家人權博物館合作製作的《陳孟和口述歷史》等。

## 相關作品
幸佳慧著，蔡達源繪，《希望小提琴》，台北：小天下，2012年。
黃華昌著，《叛逆的天空：黃華昌回憶錄》，台北：前衛，2004年。